# Hermann Zondek

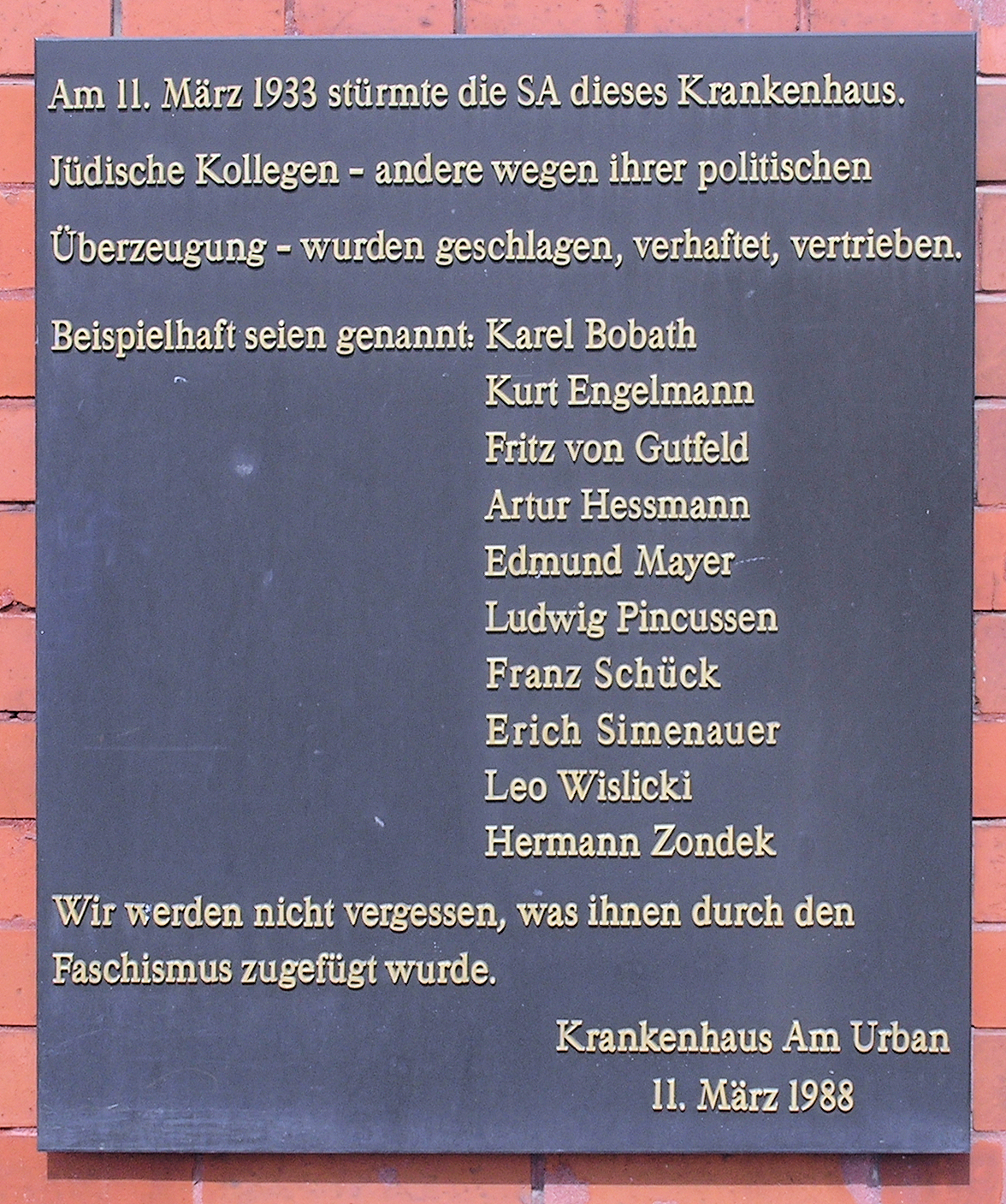
Gedenktafel am Urban-Krankenhaus

Hermann Zondek (* 4. September 1887 in Wronke, Provinz Posen; † 11. Juli 1979 in Jerusalem) war ein deutsch-israelischer Arzt.

## Leben
Hermann Zondek studierte an der Georg-August-Universität Göttingen und der Friedrich-Wilhelms-Universität zu Berlin. In Berlin wurde er 1912 zum Dr. med. promoviert. 1918 habilitierte er sich für das Fach Innere Medizin, wurde 1922 zum außerordentlichen Professor ernannt und lehrte an der I. Medizinischen Klinik und Poliklinik der Charité.
1926 wurde er zum Ärztlichen Direktor und Leiter der I. Inneren Abteilung des Städtischen Krankenhauses Am Urban bestellt. Zu seinen Patienten zählten auch Politiker wie Gustav Stresemann und Kurt von Schleicher. Am 12. März 1933 wurde er wegen seiner jüdischen Abstammung als einer der ersten von den Nationalsozialisten aus der Stellung geworfen. Über Zürich floh er nach England und emigrierte 1934 nach Palästina.
In Palästina wurde er zum Direktor des Krankenhauses Bikur Cholim in Jerusalem ernannt. Zu seinen Patienten gehörten später David Ben Gurion und Abraham Isaak Kook. 1961 wurde er zum Mitglied der Israelischen Akademie der Wissenschaften gewählt.
Hermann Zondeks Bruder war der Gynäkologe Bernhard Zondek.
Das Archiv der Familie Zondek befindet sich an der Israelischen Nationalbibliothek in Jerusalem. Im „Museum zur Geschichte des Holocaust“ in Yad Vashem sind Hermann Zondeks Schreibtisch und medizinische Instrumente ausgestellt.
Vom 5. September bis 31. Dezember 2024 wird mit einer Ausstellung im Vivantes Klinikum Am Urban an Hermann Zondek erinnert.

## Schriften (Auswahl)
- Die Krankheiten der endokrinen Drüsen – Ein Lehrbuch für Studierende und Ärzte. 1923.
- Auf festem Fuße. Erinnerungen eines jüdischen Klinikers. 1973.